# بوريس دالو
بوريس دالو (بالفرنسية: Boris Dallo)‏ مواليد 12 مارس 1994 في نانت، هو لاعب كرة سلة فرنسي. بدأ مسيرته الاحترافية في سنة 2012. يلعب مع لونغ آيلاند نتس في دوري الرابطة الوطنية لفئة التطوير كلاعب هجوم خلفي. يحمل الرقم 10. يبلغ طوله 6 قدم 5 بوصة (2.0 م).

## المسيرة الاحترافية
لعب مع بواتييه باسكت 86 في موسم 2012–2013، ثم لعب مع نادي بارتيزان لكرة السلة من سنة 2013 إلى 2015، ثم لعب مع لونغ آيلاند نتس في سنة 2016.

## روابط خارجية
- بوريس دالو على موقع الاتحاد الدولي لكرة السلة (الإنجليزية)
- بوريس دالو على موقع الدوري الأوروبي لكرة السلة (الإنجليزية)
- بوريس دالو على موقع fiba3x3.com (الإنجليزية)
- بوريس دالو على موقع كرة السلة الأوروبية.كوم (الإنجليزية)
- بوريس دالو على موقع DraftExpress.com (الإنجليزية)
- بوريس دالو على موقع ريلجم (الإنجليزية)
- بوريس دالو على موقع بروبوليرز (الإنجليزية)
- بوريس دالو على موقع سبورتس رفرنس (الإنجليزية)
- بوريس دالو على موقع سبورتس رفرنس (الإنجليزية)